# 王寔
王寔，辽朝官员。
重熙十一年（1042年）六月，辽兴宗点王寔等壬午科进士六十四人。同年所立《石龟山遵化寺碑》称“前乡贡进士王寔撰”。重熙十四年（1045年），担任西京留守推官、宣义郎、守太子中允、云骑尉、赐绯鱼袋。清宁四年（1058年）十二月，担任右谏议大夫史馆修撰的王寔与林牙天德军节度使耶律通、左谏议大夫史馆修撰马佑、保静军节度使耶律维新，到宋朝贺正旦。清宁八年（1062年）王寔官至翰林学士、中散大夫、中书舍人、史馆修撰、上骑都尉、太原县开国子、食邑五百户、赐紫金鱼袋。